# 廻り舞台

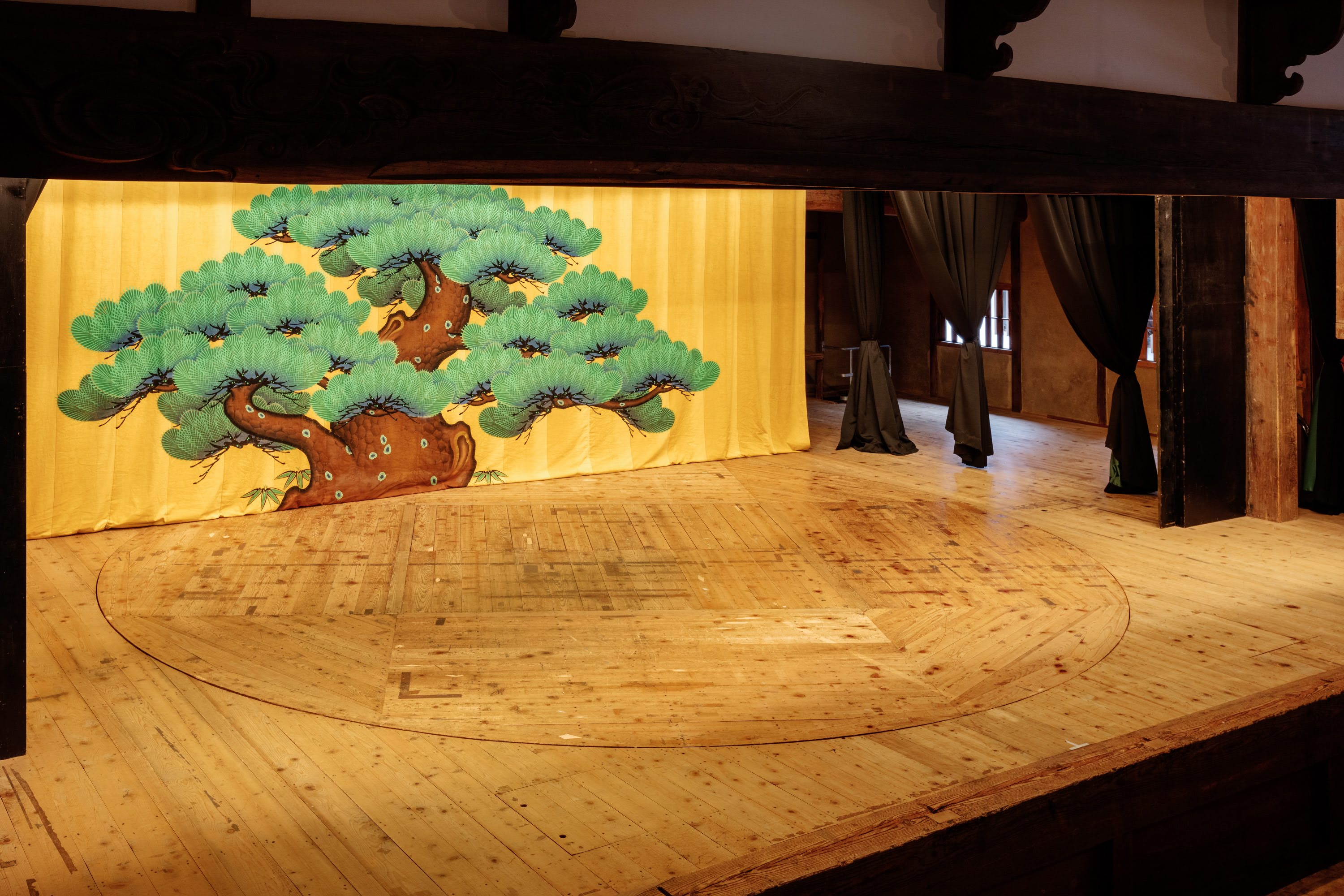
廻り舞台がある舞台（村国座）

廻り舞台（回り舞台、まわりぶたい、英語: Revolving stage）は、劇場における舞台機構の一つ。1758年（宝暦8年）に日本の歌舞伎で初めて採用され、1896年（明治29年）には西洋の演劇でも初めて採用された。

## 仕組み

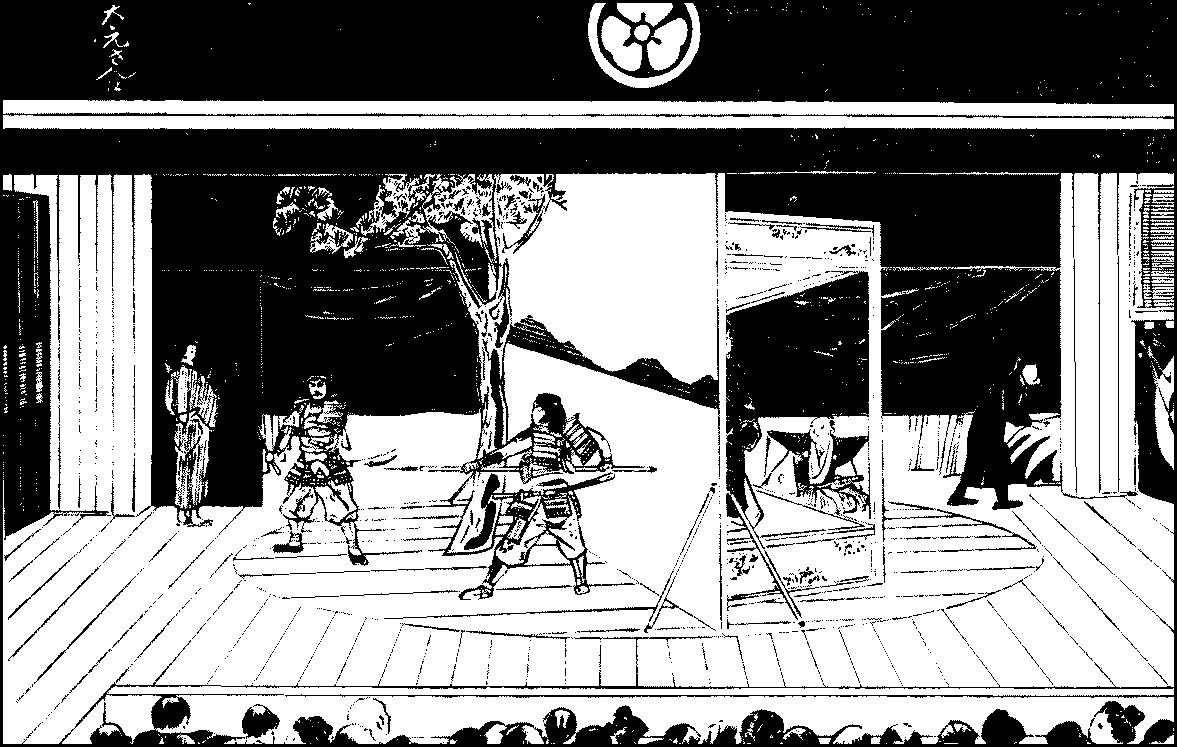
舞台装置の転換

舞台の床面を円形に切った盆（ぼん）を作り、中心部の下部に設置した心棒によって回転させる機構のことである。現在は機械制御で回転させるのが主流だが、初期の廻り舞台は奈落で手動で回転させており、数人の道具方がつらい思いをしながら棍棒で心棒を回していた。舞台装置の転換を円滑化する目的で創案されたが、2か所で起こっている出来事を観客に対して同時に示す目的（「いってこい」）でも用いられる。

## 歴史
正徳・享保年間（1711年 - 1736年）に活躍した江戸の狂言役者・中村伝七によって、廻り舞台の原型である「ぶんまはし」が考案された。中村伝七は中村座での『嫁入角田川』の公演で引道具を用いたことが浜松歌国の『南水漫遊』に見える。「ぶんまはし」とは引道具を舞台上で回転させる程度のものだったとみられる。
現在のような廻り舞台は、宝暦8年（1758年）、独楽まわしに着想を得た大坂の狂言作者並木正三によって『三十石艠始』で初めて披露されたと言われる。しかし河竹繁俊によれば、このときにはまだ舞台上の二重舞台を回転させる上廻し式だったとされる。
『戯場年表』によれば、寛政5年（1793年）中村座の例が舞台の床に切り込みを入れる廻り舞台の江戸での始まりであり、これは大阪から持ち込まれた技術であるとしている。
文政10年（1827年）三代目尾上菊五郎による『独道中五十三駅』の市村座における初演で、長谷川勘兵衛の考案による蛇の目廻し（二重廻し）が初めて用いられた。
近代になると電動式の廻り舞台が登場し、道具方が汗水たらして棍棒を押す作業は過去のものとなった。
19世紀後半には西洋でジャポニスムが起こり、1893年（明治26年）には川上音二郎の劇団がパリで公演を行っている。1896（明治29年）には、ドイツのカール・ラウテンシュレーガー（Karl Lautenschlager）によって、西洋で初めてミュンヘン王立劇場で廻り舞台が採用された。お披露目は『ドン・ジョヴァンニ』だった。1906年（明治39年）には、マックス・ラインハルトが春のめざめの初演で廻り舞台を採用した。以後は西洋の演劇にも欠かせない装置となった。

## 機構による分類

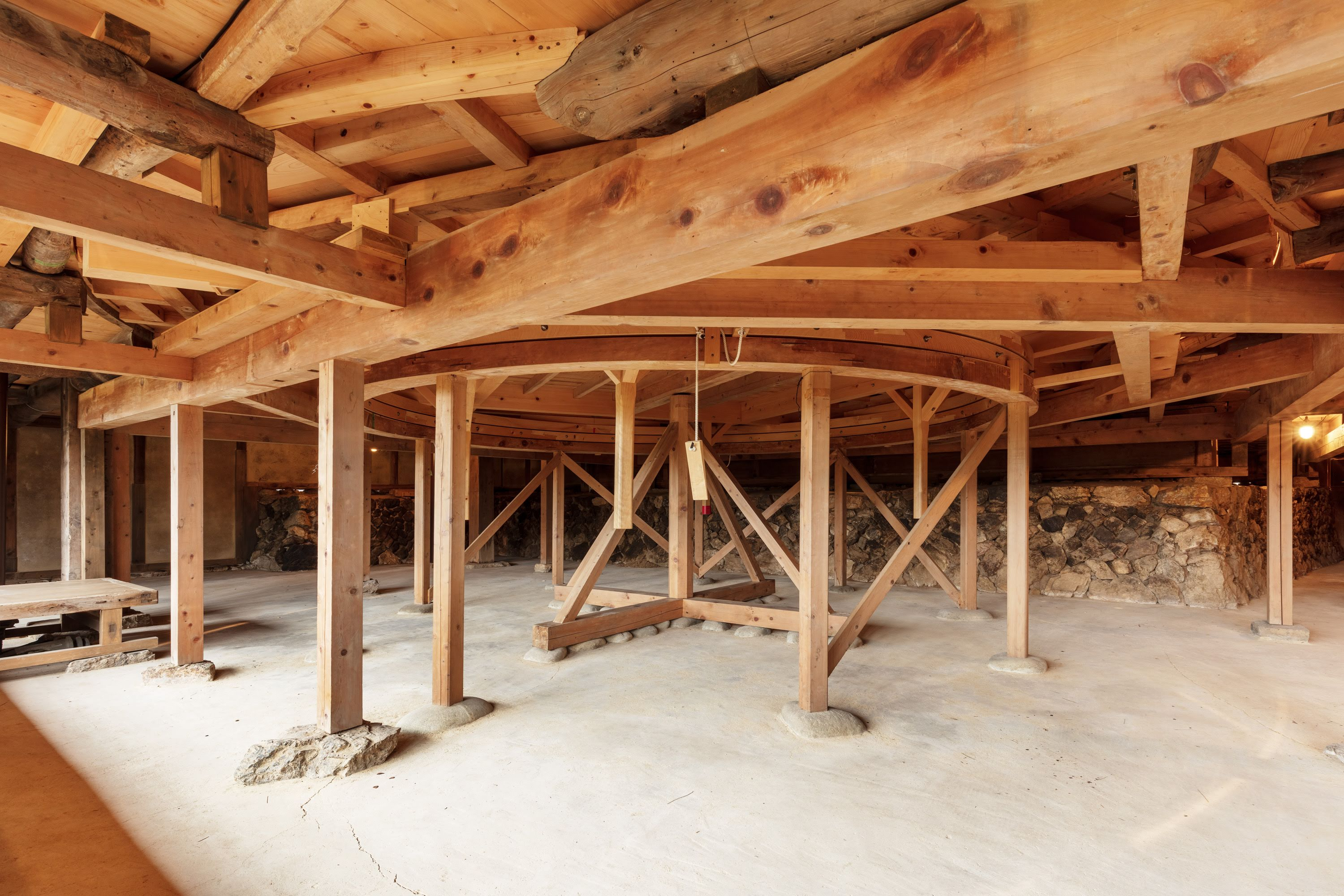
廻り舞台下部の奈落（村国座）皿回し式。

### 上廻し式
舞台床面より一段高い舞台を回転させる。操作員は回転舞台に取り付いて回すか、鳶口や紐・綱で舞台上又は舞台袖から回す。舞台床面に回転軸や軌条が設けられる場合もある。
- 二重舞台の回転 - 二重舞台に車がついている。
- 木枠回転 - 二重舞台を回転用の木枠に載せて回転させる。

### 切込み式
上廻し式から発展し、舞台床面に円形の切込みを入れ、円形の床面（鍋蓋）が回転する。舞台床下に回転機構が設けられるが、操作員は床上に配置される場合もある。

#### 独楽回し式
鍋蓋の中心から心棒を下に伸ばし、床下地面に支点を設ける。心棒に横木が付けられており（取外し可能な場合もある）、横木を複数人で押して回転させる方式が多い。心棒に綱を巻き付け、綱を引いて回転させる方式もある。
例：白雲座、葛畑の舞台（芝居堂）

#### 皿回し式
鍋蓋の下の地面から支えを上に延ばし、鍋蓋裏面中央に支点を設ける。心棒に横木を取り付けて動力とすることはできないため、腕木を付ける場合は鍋蓋裏に設置される。
- 床下の操作員が腕木を押して回転させる方式。
  - 例：金丸座、旧船越の舞台（日本民家園）、村国座、中山の舞台
- 足廻し式 - 床上から鍋蓋を足で蹴って回転させる。
  - 例：田熊の舞台
- 鍋蓋上廻し式 - 舞台横のハンドル操作で回転させる。
  - 例：高野の舞台

#### 柱立回し式
鍋蓋の中央に迫が設けられるため、心棒を通さず、鍋蓋を複数の柱で支え、回転軸は柱の台枠の下中央に設けられる。迫の昇降機構ごと回転するため、回転と昇降を同時に行うことができる。
例：上三原田の歌舞伎舞台

## 著名な廻り舞台
電動式
- 帝国劇場 - 東京都千代田区丸の内。盆の直径は16.4メートル、深さは22メートル。
- 歌舞伎座 - 東京都中央区銀座。盆の直径は60尺（約18メートル）、深さは約16.5メートル。日本国内最大とされることがある。

手動式
- 旧金毘羅大芝居（金丸座） - 香川県仲多度郡琴平町。